# Universitat pública
Una universitat pública és una universitat on el finançament va a càrrec principalment d'un govern, bé nacional o d'alguna entitat subnacional, a diferència de les universitats privades. En algunes regions, les universitats públiques són importants centres d'investigació i moltes d'elles apareixen en les principals classificacions de millors universitats.
L'actual model d'universitat pública a Iberoamèrica respon als preceptes establerts a partir de la Reforma universitària que es va donar en la segona dècada del segle xx. Reforma que va influir de manera democràtica en la governança de les institucions d'educació superior a Iberoamèrica i altres continents, tal reforma va determinar, entre altres coses, l'autogovern universitari del dogmatisme religiós, i la influència de sectors autoritaris dels governs d'aquella època.
A Europa el model d'universitat pública és el dominant, arribant a ser exclusiu en alguns països com Finlàndia o Grècia.

## Avantatges i inconvenients
El sistema educatiu públic té diversos avantatges. En alguns països, és gratuït, és a dir, no cal pagar res per estudiar, donant-li la possibilitat a l'alumne d'aprendre una carrera sense cap tipus de despesa institucional. La gratuïtat de l'ensenyament es deu a la inversió de determinats governs envers les universitats.
Una altra de les seves indiscutibles avantatges és l'impacte cultural que es desenvolupa, ja que els estudiants mantenen relacions contínues amb persones estrangeres que, per raons diverses, poguessin prendre la decisió de marxar del seu país, província o localitat, per buscar l'accessibilitat cap als estudis superiors. El sistema d'educació pública també incrementa i fomenta l'entusiasme en obtenir un títol universitari, -basada aquesta obtenció únicament en mèrits i esforços individuals per sobre qualsevol implicació econòmica- i poder exercir-lo.
Els desavantatges podrien ser varis. Entre elles es troba el clima polític del país, ja que les modificacions que puguin haver en els governs, afecten directament a l'educació Universitària, i aquesta garantir principis d'autonomia i co-govern per no veure implicada en modificacions negatives a prendre mesures turbulentes o que afectin dràsticament a l'educació mateixa. Una altra de les realitats és que el pressupost de l'Estat moltes vegades no arriba per mantenir i cobrir a totes les facultats de la mateixa manera, pel que en nombroses ocasions hi ha distincions significatives entre universitats de tarannà públic i moltes vegades les exigències de les carreres es bolquen en la realització d'un examen d'ingrés, ja que, o es busca consolidar un sistema mesocràtic en l'educació, sense considerar la resta de les persones que potser venen d'educacions secundàries deficients, o és una mesura que té com a objectiu reduir la quantitat d'alumnes a les universitats, havent limitacions obligatòries en relació al pressupost brindat. Finalment, la relació del personal docent amb el govern mai deixa d'enarborar conjuntures polèmiques. És a dir, els conflictes sindicals i econòmics que puguin tenir els educadors amb el govern, poden derivar en instàncies problemàtiques com vagues, aturades i assemblees, el que afecta els estudiants dràsticament, en no poder cursar. Cal destacar que tenint un govern seriós i responsable, disposat al diàleg i al compromís, aquest tipus de circumstàncies es redueixen.